# Yoma netonia
Yoma netonia är en fjärilsart som beskrevs av Hans Fruhstorfer 1912. Yoma netonia ingår i släktet Yoma och familjen praktfjärilar. Inga underarter finns listade i Catalogue of Life.